# Galuut
Galuut (mongoliska: Галуут Сум, Галуут, Galuut Sum) är ett distrikt i Mongoliet.   Det ligger i provinsen Bajanchongor, i den centrala delen av landet, 500 km väster om huvudstaden Ulaanbaatar.